# 南斯拉维地区

南斯拉维专区在西北地区的位置

南斯拉维专区是加拿大西北地区5个行政区之一。该区包含7个社区。南斯拉维专区的办公地点设在史密斯堡与干草河。

## 社区
- Enterprise（村镇）
- Fort Resolution
- 史密斯堡
- Hay River Reserve
- 干草河（Hay River）
- Lutselk'e